# 크랩 (프로게이머)
크랩(본명: 이병욱, 2000년 4월 10일 ~ )은 대한민국의 리그 오브 레전드 프로게이머로 포지션은 탑 라이너,이다. 아이디는 Krab이다.

## 선수 생활
2018년 12월 위너스에 입단하면서 프로 커리어를 시작했다. 스프링 시즌 팀의 주전으로 활동했다. 하지만 팀은 스프링 시즌 부침을 겪으며 챌린저스 승강전으로 내려갔다. 결국 챌린저스 승강전에서 떨어지게 되었다.
2020 스프링 승강전에 참가했지만 승격에 실패했다. 이후 위너스에서 퇴단했다.

## 소속팀
| # | 팀명   | 소속 기간 | 소속 리그   | 비고 |
| - | ------ | --------- | ----------- | ---- |
| 1 | 위너스 | 2019      | CK 아마추어 |      |